# Robô (dança)

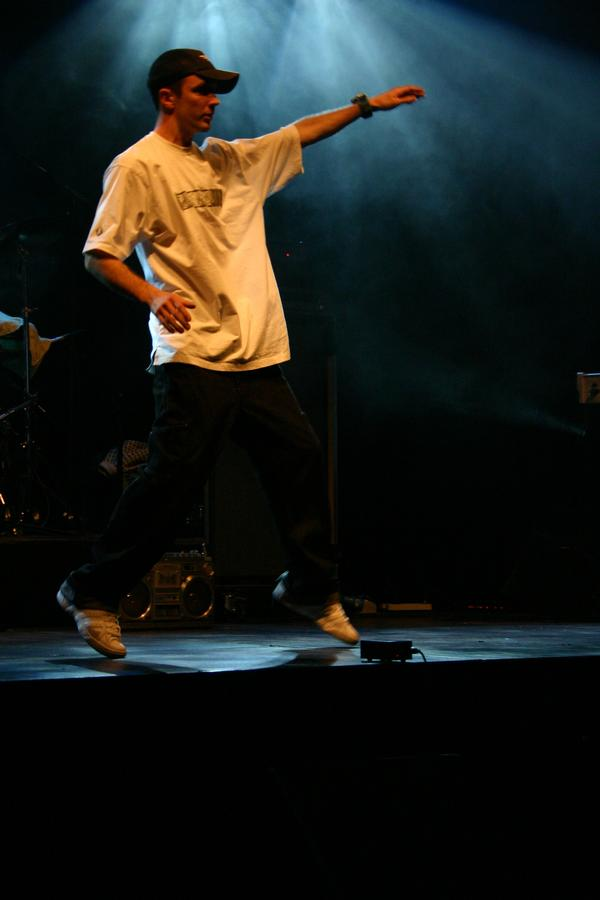
Stefan Bootin

O robô (ou manequim) é um estilo de dança ilusionista - confundido às vezes com o popping - onde o dançarino tenta imitar um robô ou um manequim. Foi popularizado por Michael Jackson ainda jovem no grupo The Jackson 5 ao realizar a performance na música Dancing Machine.
Contudo a origem do estilo não é específica. Segundo James Higgins (aka Skeeter Rabbit) pode-se atribuir o surgimento do estilo à duas origens: 1 desde tempos antigos os mímicos fazem vários atos, dentre os quais eles imitam manequins e máquinas. 2 ela evoluiu de pessoas imitando robôs, na batida da música, nas festas e eventos onde se tocava soul music. Segundo Skeeter Rabbit, a dança social robô (dança) era feita quase sempre, mas nem todas as vezes, em casal num contexto de festa, ao passo que o robô (dança) de rua era feito como uma performance para o público.